# Commission archéographique
La Commission archéographique (Археографическая комиссия) a été créée à Saint-Pétersbourg en 1834 par Platon Chirinski-Chikhmatov, Nikolaï Oustrialov et Pavel Stroïev dans le but de publier des documents historiques et ethnographiques rassemblés entre autres par Stroïev dans les différentes provinces de la Russie impériale.
La commission dépendait du ministère impérial de l'éducation et a été modélisée sur une précédente commission basée à Moscou. Sa première grande tâche fut de rédiger la Collection complète des chroniques russes. Des commissions régionales furent créées à Kiev, Vilno (actuellement Vilnius) et Tiflis (actuellement Tbilissi). La commission a multiplié ses efforts auprès d'institutions étrangères afin d'obtenir des documents sur l'histoire russe et a ainsi envoyé des émissaires à la recherche d'archives partout en Europe.
Au vingtième siècle, l'institution a connu plusieurs réorganisations et changements de nom (Institut historique archéographique, puis Commission historico-archéographique de l'Académie soviétique des sciences). La commission archéographique moderne a été fondée en 1956 par Mikhail Tikhomirov comme étant une branche du département d'histoire.

## Présidents
- Platon Chirinski-Chikhmatov (1837-1850)
- Vassili Komovski  (1850-1851)
- Avraam Norov (1851-1869)
- Pavel Moukhanov (1869-1871)
- Vladmir Titov (1871-1891)
- Afanassi Bytchkov (1891-1899)
- Leonid Maïkov  (1899-1900)
- Sergueï Cheremetiev (1900-1917)
- Sergueï Platonov (1918-1929)
- Nicolaï Likhatchev (1929)
- Pavel Sakulin (1929-1930)
- Mikhaïl Pokrovski (1930-1932)
- Sémion Tomsinski (1932-1935)